# Spermacoce buckleyi
Spermacoce buckleyi är en måreväxtart som beskrevs av Francis Raymond Fosberg. Spermacoce buckleyi ingår i släktet Spermacoce och familjen måreväxter.
Artens utbredningsområde är Queensland. Inga underarter finns listade i Catalogue of Life.